# Joseph Durandy

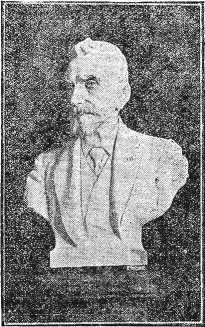
Zeitungsphoto der Büste von Joseph Durandy, veröffentlicht im Le Petit Niçois am 29. November 1908

Joseph Durandy (* 6. März 1834 in Guillaumes, Grafschaft Nizza; † 11. August 1912 in Borgo San Dalmazzo, Italien) war ein französischer Ingenieur und Politiker.
Nach dem Abschluss an der Universität Turin im Jahr 1857 wurde er 1860 mit einer aus Ingenieuren bestehenden Kommission nach Sizilien geschickt, wo er am Aufbau eines Eisenbahnnetzes auf der Insel teilnehmen sollte.
1859 wandte er sich der Politik zu und wurde zum Conseiller général des ehemaligen Kantons Guillaumes. 1882 wurde er zum Präsidenten des Conseil général von Alpes-Maritimes gewählt.
Er war auch Präsident des Verwaltungsrates der Caisse de Crédit und der Société du Gaz in Nizza, Präsident der Liquidatationsausschüsse der Société Immobilière in Nizza und der Société Immobilière du Cercle de la Méditerranée.
Als Ingenieur in Diensten der Stadt Nizza initiierte er zahlreiche Projekte, unter anderem den Canal de la Vésubie und die Eisenbahnstrecken Nizza–Digne-les-Bains und Nizza–Cuneo.
Als im gesamten Département geachteter Mann wurde er 1860 zum Ritter und 1910 zum Offizier der Ehrenlegion ernannt. Außerdem war er Träger des Ritterordens der hl. Mauritius und Lazarus und des Ordens der Krone von Italien.

## Ämter
- 1859–1890: Conseiller général des Kantons Guillaumes
- 1882–1890: Präsident des Conseil général von Alpes-Maritimes